# Rue de la Forge-Royale
La rue de la Forge-Royale est une voie du 11e arrondissement de Paris, en France.

## Situation et accès
La rue de la Forge-Royale est une voie publique située dans le 11e arrondissement de Paris. Elle débute au 165, rue du Faubourg-Saint-Antoine et se termine rue Charles-Delescluze.

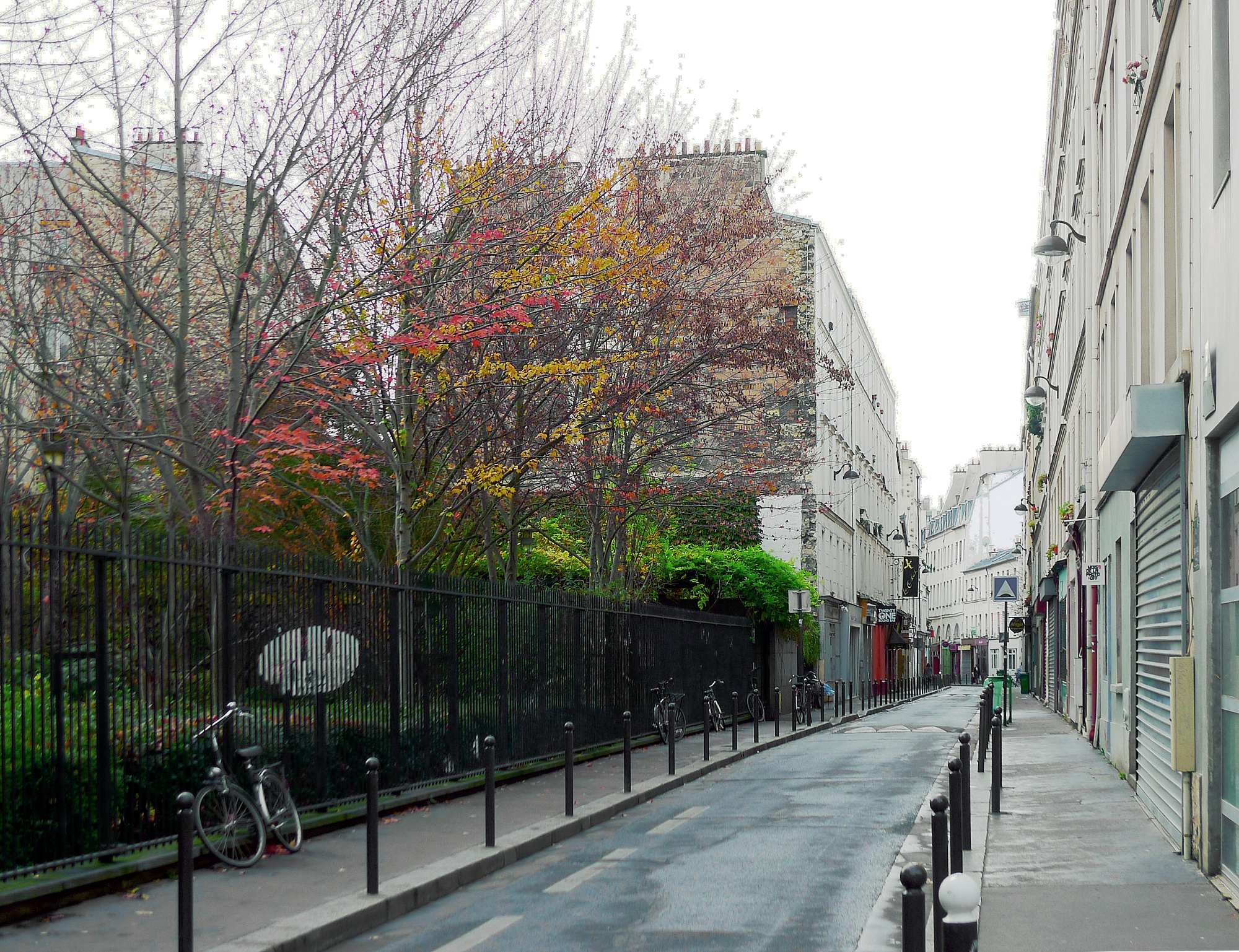
Vue sur le square Louis-Majorelle.

## Origine du nom
Cette rue doit son nom à une enseigne : À la Forge Royale.

## Historique
Cette rue, ouverte vers 1770 et qui apparait sur le plan de Verniquet de 1789, fut appelée autrefois « passage de la Forge Royale » ou « cul-de-sac de la Forge Royale ». 
Pendant la Révolution, elle s'appelait « rue de Forge-Nationale ».
Dans la nuit du 15 novembre 1997, Guy Georges y tua la dernière de ses victimes au no 12.